# Joseph Bache
Joseph Bache (8 de fevereiro de 1880 – 10 de novembro de 1960) foi um futebolista inglês, mais conhecido por ter jogado pelo Aston Villa de 1900 a 1914. Jogou na equipa nacional da Inglaterra sete vezes, e durante esse período marcou quatro gols, um em cada uma de suas primeiras quatro partidas.
Ele foi um dos maiores atacantes do Aston Vill, desfrutando de uma carreira de sucesso no clube, ganhando a FA Cup em1905 e 1913. Ele também foi uma parte vital da equipe de Villa, que ganhou o Campeonato da Liga em 1910. Bache apareceu para a equipe 474 vezes e marcou um total de 185 gols no clube. Depois de passar 1919 e 1920 no South Wales com Mid Rhondda, Bache fez um trabalho breve como jogador/treinador do Grimsby Town Football Club em 1920, jogando cinco jogos, marcando uma vez.